# David Winters
David Winters (rodným jménem David Weizer; 5. dubna 1939, Londýn – 23. dubna 2019) byl americký tanečník, choreograf, filmový producent, režisér, scenárista a herec původem ze Spojeného království. Ze svou kariéru se podílel na více než 400 televizních seriálech, televizních speciálech a hraných filmech, z toho režíroval a produkoval přes 50 filmů. Jako herec se objevil například ve filmovém muzikálu West Side Story, byl choreografem několika filmů Elvise Presleyho, mimo jiné Elvis: Viva Las Vegas a Tickle Me, režíroval například Nářez a The Last Horror Film, a produkoval třeba film Linda Lovelace for President pro svou tehdejší přítelkyni Lindu Lovelace.
V letech 1968 a 1970 byl nominován na cenu Primetime Emmy Awards. Mimo to v roce 1972 získal cenu Christopher Awards a v roce 2002 Cenu publika na filmovém festivalu v Bangkoku.